# Луговое (Шелаболихинский район)
Лугово́е — село в Шелаболихинском районе Алтайского края, Россия. Входит в состав Ильинского сельсовета.

## География
Село находится вблизи озера Луговое.
Уличная сеть
В селе 2 улицы — Береговая и Зелёная.
Расстояние до
- районного центра Шелаболиха 21 км.
- краевого центра Барнаул 97 км.

Ближайшие населенные пункты
Ильинка 1 км, Новосёловка 4 км, Омутское 6 км, Батурово 7 км, Селезнево 10 км, Кучук 10 км, Сибирка 12 км, Верх-Кучук 13 км, Ивановка 13 км, Сакмарино 15 км, Киприно 17 км.

## История
Основано в 1726 году. В 1928 году деревня Луговая состояла из 114 хозяйств, основное население — русские. В составе Ильинского сельсовета Кипринского района Каменского округа Сибирского края.
Массовое переселение крестьян на Алтай пришлось на 1882—1896 годы. После Столыпинской аграрной реформы прошла вторая волна переселенцев, которая длилась с 1903 по 1913 годы. В результате этих переселенческих наплывов деревни Ильинка и Луговая приросли на 151 хозяйство, прибывших из центральных и северных губерний России.
В «Календаре знаменательных дат» 2017 года Алтайского государственного педагогического университета говорится о столетнем юбилее села Луговое.
В книге об истории села Ильинка говорится об образовании Кипринской МТС и производственных участков в деревнях Ильинка и Луговая. В Луговой в 1931 году был открыт участок «Новый путь» от Кипринской МТС.

## Население
| 1997 | 1998 | 1999 | 2000 | 2001 | 2002 | 2003 |
| ---- | ---- | ---- | ---- | ---- | ---- | ---- |
| 77   | ↘73  | ↗75  | ↗84  | ↘81  | ↗90  | ↗95  |
| 2004 | 2005 | 2006 | 2007 | 2008 | 2009 | 2010 |
| ↘94  | →94  | ↘89  | →89  | ↗94  | ↘80  | ↘79  |
| 2011 | 2012 | 2013 |      |      |      |      |
| ↗81  | ↘72  | ↗73  |      |      |      |      |

## Инфраструктура
Торговлю продуктами питания и розничными товарами осуществляет Шелаболихинское районное потребительское общество, оно же ведет заготовительно-перерабатывающую деятельность. Почтовое отделение находится в селе Ильинка, туда же ездят школьники в Ильинскую СОШ.
Транспорт
Подъезд к селу Луговому осуществляется по автодорогам местного и межрайонного значения Н-5909. Основная региональная дорога района Барнаул—Камень-на-Оби—Новосибирск.